# Хусейн-паша Кёпрюлю
Кёпрюлю Амджазаде Хаджы Хюсейн-паша (тур. Köprülü Amcazade Hacı Hüseyin Paşa, 1644 — 22 сентября 1702) — государственный и военный деятель Османской империи, великий визирь (17 сентября 1697 — 4 сентября 1702).

## Жизнеописание
Происходил из богатой и влиятельной семьи Кёпрюлю. Сын Хасана-аги Кёпрюлю и племянник великого визиря Мехмеда Кёпрюлю.  Отсюда его прозвище «Амджазаде». В юности проживал в Болгарии в посёлке Козлук, где обучался под руководством своего отца. Хусейн прославился в то время, когда великим визирем был сын Мехмеда Кёпрюлю, Фазыл Ахмед-паша, поэтому получил прозвище Амджазаде — сын дяди, двоюродный брат.
В 1683 году уже в качестве офицера «штаба» великого визиря Кара Мустафы участвовал в осаде Вены во время Войны Священной лиги. Хусейн-паша принял участие в битве под Веной и в отступлении османской армии. После казни великого визиря Кара Мустафы-паши по приказу султана Мехмеда IV Хусейн Кёпрюлю был заключен в тюрьму. Впрочем, уже в 1684 году он был освобожден и назначен бейлербеем городка Кардак на полуострове Галлиполи; после становится визирем и санджакбеем Седулбехира.
В 1691 году Хусейн Кепрюлю назначается каймакамом Стамбула. Но уже в 1692 году он снова возвращается к управлению бывшей областью. В 1694 году становится капудан-пашой, в 1695 году помогает османском полководцу Мезоморто Хусейну-паше отвоевать у венецианцев остров Хиос. С этого момента доверие к Хусейну со стороны султана Мустафы II значительно возросло. В 1696 году он вновь становится каймакамом Стамбула. Учитывая сложную военную ситуацию того года, Хусейн Кепрюлю получает должность каймакама Белграда. В 1697 году к Белграду подходят основные османские войска во главе с султаном. На военном совете Хусейн-паша Кепрюлю предлагает двинуться на крепость Вараждин, чтобы оттуда создать опасную обстановку войскам Австрии и их союзникам. Впрочем, большинство поддержало план движения войск на Зенту. Этот план поддержал также османский султан Мустафа II. 11 сентября 1697 года османская армия была разбита в битве под Зенте войсками во главе с князем Евгением Савойским. Уже 17 сентября того же года султан Мустафа II назначает Хусейна-пашу Кёпрюлю великим визирем.

## Великий визирь
С самого начала Хусейн Кепрюлю направил свою энергию на то, чтобы убедить султана выйти из войны и заключить мир с Австрией, Венецией и Речью Посполитой. Османская империя была экономически истощена и не могла продолжать войну. В 1699 году начался Карловицкий конгресс, который завершился примирением османов с их врагами. Хусейн-паша Кепрюлю от имени султана уступил Венгрию и Трансильванию Австрии, Далмацией и Пелопоннес — Венеции, Подолию и Правобережную Украину — Речи Посполитой.
Великий визирь Хусейн Кепрюлю считал, что это небольшая цена за восстановление государства. Он запланировал ряд реформ во всех сферах для обновления могущества Османской империи, чтобы в дальнейшем взять реванш. Прежде всего, Кепрюлю решил возобновить экономическую силу империи, оживляя торговлю, ремесленничество, ослабив налоговое бремя. Были значительно снижены акцизы на табак и кофе, уменьшены пошлины на товары общего потребления. Кроме того, все чрезвычайные налоги и большие штрафы введены во время войны были отменены, объявлен налоговая амнистия. Также Хусейн-паша Кёпрюлю много внимания уделял расширению сельскохозяйственных угодий, предоставлял льготы крестьянам. Государство при Хусейне Кепрюлю поддерживало отечественных производителей, чтобы уменьшить импорт из Европы.
Кроме того, стало больше внимания уделяться христианскому населению империи. После Карловицкого мира христианам в Сербии и Банате были прощены подати за год. Великий визирь заботиться о защите христиан от поборов и других притеснений. Недостаточны для того, чтобы примирить христиан с турецким гнетом, эти меры раздражали янычар и турок.
Для восстановления военной мощи Хусейн-паша Кепрюлю решил реформировать военные силы, создав более профессиональную армию, чтобы соответствовала условиям времени. Она получила название «капикулу». По приказу янычарский корпус был уменьшен с 70 тысяч до 34 тысяч, артиллерийский корпус уменьшен с 6000 до 1250 солдат. Одновременно была проведена реформа отрядов спагов, остановлена коррупция в этих войсках. Стало много внимания уделяться военным обучением, подготовке офицеров. Хусейн Кепрюлю значительное внимание также уделял военно-морским силам. Устаревшие галеры были заменены современными парусниками, прежде всего галеонами. Был создан морской офицерский корпус, установлена иерархия должностей на флоте. По приказу Кепрюлю были созданы казармы для моряков, повышена плата, введена пенсия для ветеранов.
Вместе с тем Хусейн-паша Кепрюлю решил обновить состав бюрократии империи. Были уволены многие неквалифицированные или мало просвещенные чиновники, а на их место назначены молодые, хорошо подготовленные.
В своих реформам Хусейн Кёпрюлю столкнулся с оппозицией со стороны шейх уль-ислама Фейзулы-эфенди, а впоследствии сына последнего Фетхулаха-эфенди. Они создали мощную организацию, которая стала настраивать султана против великого визиря. Это противостояние обострилось еще больше после смерти в 1701 году влиятельного капудан-паши Мезоморты Хусейн-паши. К тому же здоровье самого Кепрюлю тоже ухудшилось, тогда 4 сентября 1702 года он подает в отставку, вскоре после этого 22 сентября 1702 года скончался в Селимбрии.